# おまたせ!一挙大公開 ウルトラマン大全集
- ウルトラシリーズ > おまたせ!一挙大公開 ウルトラマン大全集
- 三井奥さま劇場 > おまたせ!一挙大公開 ウルトラマン大全集

『おまたせ!一挙大公開 ウルトラマン大全集』（おまたせ!いっきょだいこうかい うるとらまんだいぜんしゅう）は、TBSテレビにて1988年12月26日から12月30日にかけて全5回が放送された、『ウルトラマン』の再放送とウルトラシリーズを題材とする企画を内包した円谷プロダクション製作の特別番組。なお本項では、表題番組と同一フォーマットで放送された『決定!ウルトラマンベストテン』『ウルトラマン7つのナゾを追え!!』の2シリーズについても併せて詳述する。

## おまたせ!一挙大公開 ウルトラマン大全集
「三井奥さま劇場」を10:00 - 11:24の84分枠に拡大し（『街かどテレビ11:00』は休止。以下同じ）、冬休みの子供向け特別番組として5日間にわたって放送された。各回2部構成であり、第1部は日替わりテーマでウルトラシリーズのダイジェストや関係者インタビューなどを収めた特集コーナーを放送、第2部はシリーズ傑作選と銘打ち『ウルトラマン』から人気エピソード2本（合計10本）を選り抜いてノーカット放送した。
- 放送期間：1988年12月26日 - 12月30日（全5回）
- 司会：吉村明宏、仁藤優子
- ナレーター：小林昭二

スタッフ
- 構成：鎚杉はじめ
- 演出：神澤信一
- 製作協力：円谷エンタープライズ
- 製作：円谷プロダクション、TBS

### 放送リスト
| 回数 | 放送年月日      | タイトル                   | 再放送作品                                            | 視聴率% |
| ---- | --------------- | -------------------------- | ----------------------------------------------------- | ------- |
| 1    | 1988年 12月26日 | これがウルトラミュージック | 第1話「ウルトラ作戦第一号」 第8話「怪獣無法地帯」     | 7.1     |
| 2    | 12月27日        | 人気怪獣10傑               | 第13話「オイルSOS」 第16話「科特隊宇宙へ」            | 7.2     |
| 3    | 12月28日        | ウルトラセブンのすべて     | 第19話「悪魔はふたたび」 第33話「禁じられた言葉」     | 9.3     |
| 4    | 12月29日        | 大人気!ウルトラマングッズ  | 第36話「射つな!アラシ」 第37話「小さな英雄」          | 11.4    |
| 5    | 12月30日        | ウルトラヒーロー大集合     | 第38話「宇宙船救助命令」 第39話「さらばウルトラマン」 | 11.2    |

## 決定! ウルトラマンベストテン
『ウルトラマンフェスティバル』のPRを兼ねて製作され、前回と同じく日替わりテーマの特集コーナーと『ウルトラマン』の傑作選で構成。特集コーナーではウルトラ兄弟や怪獣に関する様々なトピックをランキング形式で取り上げた。シリーズでは唯一、司会者は「科学特捜隊」の出動用隊員服姿で出演した。
- 放送期間：1989年7月25日 - 7月28日（全4回）
- 司会：吉村明宏、向井亜紀

スタッフ
- 構成：中弘子
- 演出：神澤信一
- スタジオ：東宝ビルト
- 製作協力：円谷映像
- 製作：円谷プロダクション、TBS

### 放送リスト
| 回数 | 放送年月日     | タイトル                 | 再放送作品                                        |
| ---- | -------------- | ------------------------ | ------------------------------------------------- |
| 1    | 1989年 7月25日 | ウルトラヒーロー力くらべ | 第31話「来たのは誰だ」 第18話「遊星から来た兄弟」 |
| 2    | 7月26日        | ウルトラ怪獣力くらべ     | 第9話「電光石火作戦」 第28話「人間標本5・6」      |
| 3    | 7月27日        | 怪獣が襲った名所         | 第22話「地上破壊工作」 第30話「まぼろしの雪山」   |
| 4    | 7月28日        | ウルトラウェポンのすべて | 第14話「真珠貝防衛指令」 第2話「侵略者を撃て」    |

## ウルトラマン7つのナゾを追え!!
第一部は観覧者を加えた公開収録となり、テーマを初代ウルトラマンのみに特化。ウルトラマンや怪獣に関する7つの疑問に対してパネラーが回答を披露し、ウルトラマン自らがその正否を判定するというバラエティ色の濃いスタイルとなった。
- 放送期間：1990年1月4日 - 1月5日（全2回）
- 司会：吉村明宏、長峰由紀
- パネラー：風見しんご、ゆうゆ、毒蝮三太夫
- ナレーター：龍田直樹

スタッフ
- 企画∶円谷粲（円谷映像）
- 構成：柴山文子
- 演出：矢野義幸（ネバーランド）
- 製作協力：円谷映像、ザ・ワークス
- 製作：円谷プロダクション、TBS

オープニング・エンディングテーマ
『ウルトラマンの歌』

### 放送リスト
| 回数 | 放送年月日    | 再放送作品                                            |
| ---- | ------------- | ----------------------------------------------------- |
| 1    | 1990年 1月4日 | 第10話「謎の恐竜基地」 第11話「宇宙から来た暴れん坊」 |
| 2    | 1月5日        | 第26話「怪獣殿下 前篇」 第27話「怪獣殿下 後篇」       |

## 補足事項
- 特番シリーズは『ウルトラマン7つのナゾを追え!!』をもって終了したが、同年夏期の8月1日から8月28日にかけて、通常編成の「三井奥さま劇場」枠にて『ウルトラマン』全39話の再放送が改めて行われた。放映フォーマットは基本的に1回につき2話構成で、最終回のみ第39話と『ウルトラ怪獣データランド』の2部構成。なお、各回ともオープニングタイトルは放送尺に合わせた短縮版が使用された[1]。